# Базиліка Святого Іштвана
Базиліка Святого Стефана (угор. Szent István-bazilika) — католицький собор в Будапешті, найбільший храм столиці Угорщини. Будапештська базиліка — сокафедральный собор архиєпархії Естергома-Будапешта разом з базилікою Святого Адальберта і сокафедра примаса Угорщини.

## Загальний опис
Базиліка Святого Стефана розташована в Пешті, займає більшу частину площі святого Іштвана (угор. Szent István tér). Базиліка орієнтована по лінії захід-схід. Головний фасад базиліки виходить на захід, замикає собою перспективу вулиці Зріньї (угор. Zrinyi utca). Апсида виходить на вулицю Байци-Жилінскі (угор. Bajczy-Zsilinszky utca).
Довжина собору — 87,4 метрів, ширина — 55 метрів і висота — 96 метрів. Поряд з будівлею парламенту (висота обох будівель однакова — 96 метрів) — найвища історична будівля Будапешта. Базиліка Святого Стефана разом з базилікою святого Адальберта в Естергомі і Егерською базилікою входить в трійку найбільших церков країни.
Храм побудований в стилі неоренесансу, в плані являє собою рівносторонній хрест. У місці перетину поперечного трансепту з головним нефом розташований масивний купол висотою 96 метрів і діаметром 22 метри.
З боків від головного фасаду розташовані дві високі дзвіниці. У правій дзвіниці знаходиться найбільший дзвін країни вагою в 9 тонн. Над центральним входом висічений напис на латині — Ego sum via veritas et vita (Я є Шлях, Істина й Життя Ів. 14:6).

## Інтер'єр
Стіни та колони храму оздоблені мармуром різних порід. Інтер'єр багато прикрашений мозаїкою, виконаною найкращими угорськими майстрами. У вівтарному просторі під балдахіном на колонах знаходиться статуя Святого Стефана, виконана скульптором Алайошем Штроблем; навколо розташовані п'ять бронзових барельєфів, на яких зображені сцени з його житія.
Ліворуч від вівтаря знаходиться золочена рака, в якій зберігаються мощі Святого Стефана (права рука). 20 серпня, в День святого Іштвана, за традицією, раку виносять із собору і роблять з нею хресний хід.
Собор прикрашений вітражами, на яких зображені фігури святих. Купол собору вінчає зображення створення світу.

## Історія
Собор будувався протягом 54 років. Будівництво почалося в 1851 році і спочатку велося за проектами архітектора Йожефа Хільда. В 1868 році, коли храм був практично готовий, сталося обвалення купола будівлі. Міклош Ібль, який згодом очолив будівництво, зумів звести новий купол за власним проектом, вдало вписавши його в композицію всього будинку. Завершував будівництво вже Йожеф Каузер, на долю якого випали, в основному, внутрішні роботи.
Собор був освячений 9 листопада 1905 року. На освяченні був присутній імператор Австро-Угорщини Франц Йосиф і. У 1938 році папа Пій ХІІ надав собору Святого Стефана почесний статус малої базиліки.

## Галерея

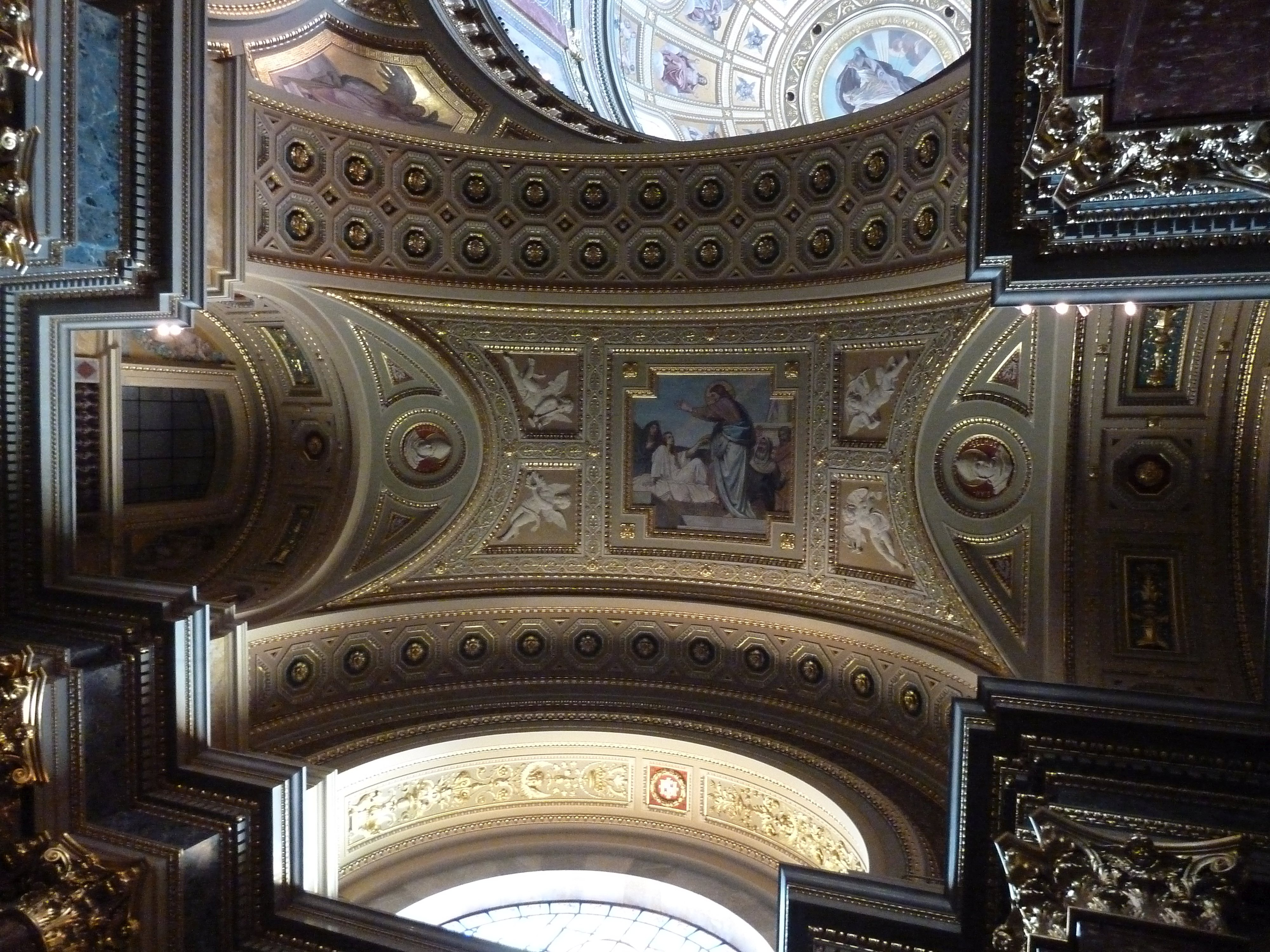
Фрагмент нефа
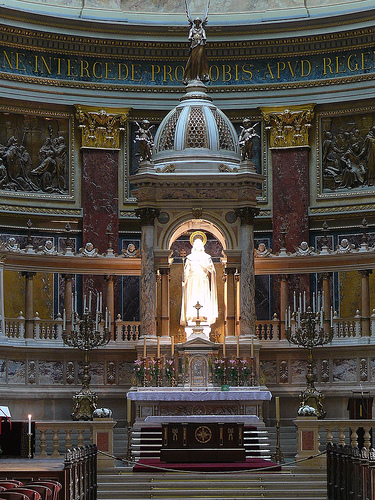
Вівтарний простір і статуя Св. Стефана
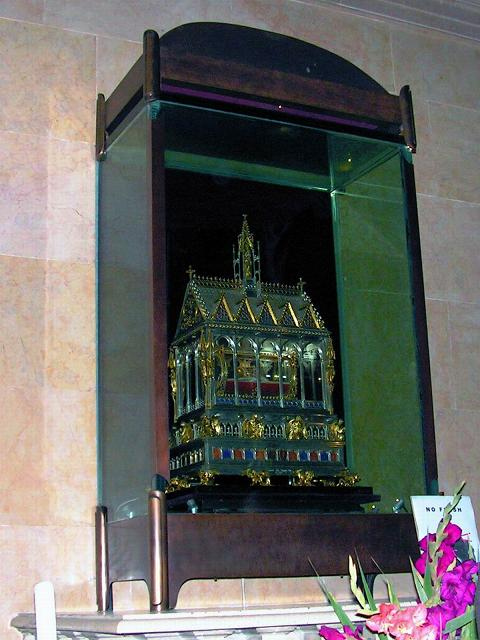
Рака з мощами Св. Стефана
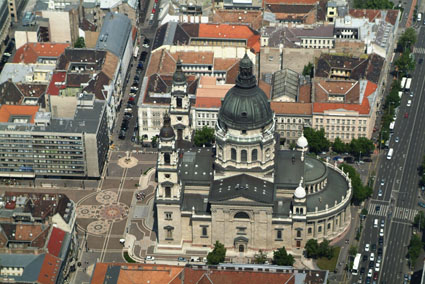
Вид з повітря